# Karolin Braunsberger-Reinhold
Karolin Braunsberger-Reinhold (ur. 3 listopada 1986 w Wolfen) – niemiecka polityk, deputowana do Parlamentu Europejskiego IX kadencji.

## Życiorys
Kształciła się na Otto-von-Guericke-Universität Magdeburg. Zajęła się prowadzeniem własnej działalności gospodarczej w zakresie zarządzania personelem. Pracowała też jako dyrektorka biura burmistrza gminy Barleben.
Działaczka Unii Chrześcijańsko-Demokratycznej. Została przewodniczącą organizacji społecznej Pro Polizei Sachsen-Anhalt. W wyborach w 2019 kandydowała do Europarlamentu. Mandat posłanki do PE IX kadencji objęła w 2021, gdy z zasiadania w tym gremium zrezygnował Sven Schulze. Dołączyła do frakcji Europejskiej Partii Ludowej.